# Camino (película)
Camino es una película de 2008 dirigida por Javier Fesser. Está parcialmente inspirada en la muerte de Alexia González-Barros, una niña que falleció a los 14 años en 1985, tras 10 meses de enfermedad por un tumor maligno. El descubrimiento del primer amor o su educación basada en el Opus Dei (el título hace referencia al libro homónimo escrito por el fundador, Josemaría Escrivá de Balaguer) marcaron sus últimos días. La película obtuvo seis Goyas en la XXIII edición de los Premios Goya, entre ellos los de mejor película y mejor dirección, además de otros premios cinematográficos. También participó en la sección oficial del Festival Internacional de Cine de San Sebastián de 2008.

## Argumento
Inspirada en hechos reales, es una aventura emocional que gira en torno a Camino (Nerea Camacho), una niña creyente de once años, que se enfrenta al mismo tiempo a dos acontecimientos que son completamente nuevos para ella: enamorarse y morir. La película comienza en el momento de su muerte. Momentos después retrocede cinco meses para poder contar toda la historia desde antes del comienzo de la enfermedad.

## Personajes
- Camino Fernández Usaola- Nerea Camacho
- Gloria Usaola- Carme Elías
- José María Fernández- Mariano Venancio
- Nuria Fernández Usaola- Manuela Vellés
- Inés- Ana Gracia
- Tía Marita- Lola Casamayor
- Don Miguel Ángel- Pepe Ocio
- Don Luis- Jordi Dauder

## Producción
Partes de la película han sido rodadas en el Hospital del Carmen de Ciudad Real y otras en Madrid, Guadalajara, Pamplona y Almería.

### Banda sonora
- Para la BSO se usaron canciones como "Cigarettes" de la cantante española Russian Red (del álbum I love your glasses), "Estoy aquí" del álbum Pies descalzos de Shakira o una versión de "The Morning After", original de Dover (del álbum Sister).
- De la película se hicieron dos versiones una en español y otra en inglés. Posteriormente fue doblada a diversos idiomas, dejando de fondo la música de la versión original en español.

## Premios y candidaturas
XXIII edición de los Premios Goya
| Categoría                  | Persona                                       | Resultado  |
| -------------------------- | --------------------------------------------- | ---------- |
| Mejor película             | Mejor película                                | Ganador    |
| Mejor director             | Javier Fesser                                 | Ganador    |
| Mejor actriz protagonista  | Carme Elías                                   | Ganadora   |
| Mejor actor de reparto     | Jordi Dauder                                  | Ganador    |
| Mejor actriz revelación    | Nerea Camacho                                 | Ganadora   |
| Mejor guion original       | Javier Fesser                                 | Ganador    |
| Mejores efectos especiales | Raúl Romanillos Arturo Balseiro Ferrán Piquer | Candidatos |

53.ª edición de los Premios Sant Jordi
| Categoría                         | Persona                 | Resultado |
| --------------------------------- | ----------------------- | --------- |
| Mejor película española           | Mejor película española | Ganadora  |
| Mejor actriz en película española | Carme Elías             | Ganadora  |

Otros galardones
- Ganadora del XIV Premio Forqué a la mejor película[5]

- Ganadora del Premio Gaudí a la mejor película europea.

## Controversias
El estreno de la película el 17 de octubre de 2008 suscitó cierta polémica entre la familia de Alexia y la producción de la película. La familia ha afirmado verse completamente desvinculada del proyecto. Debe referirse que la niña se hizo célebre por haber sido abierta la causa de su beatificación. Fesser, por su parte, afirma que todo lo que aparece en la película tiene base real, y que ha intentado retratar, como espectador neutral, a los miembros del Opus Dei:

(...) me he dejado llevar para entender y descubrir a cada uno de los personajes, de cómo buscar la felicidad o estar sumido en la tristeza.

(...)
He hecho una película en la que yo no critico la diferencia, sino a aquellos que se empeñan en que pienses como ellos. No entiendo la evangelización. Estoy totalmente en contra de esa gente que se empeña en que pienses como ellos.
(...)

Camino no es la vida de Alexia, es una ficción construida de trozos de realidad.

La familia ha afirmado que los productores de la película en ningún momento han mantenido relación con ellos. Uno de los hermanos de Alexia ha desvelado que, en una conversación privada, Javier Fesser prometió que el nombre de Alexia no aparecería en la película, pero que esta promesa no se cumplió:

Ayer me senté a ver tu rueda de prensa en el Festival de San Sebastián con un objetivo: quería oír cómo argumentabas ante los periodistas que nunca te pusiste en contacto con nosotros y por qué no has atendido nuestra petición formal de que retirases de tu película la referencia explícita a Alexia González-Barros y González.
(...)
En tu respuesta nos prometiste: «Para vuestra tranquilidad os comunico que ni desde la productora, ni desde la distribuidora hemos utilizado nunca ni pensamos utilizar el nombre de Alexia, ni hacer referencia a ella o a su proceso de beatificación como parte de la publicidad de la película. Tenéis mi palabra».

 El mismo hermano ha afirmado que los aplausos dados a Alexia en el momento de su muerte —como aparece en la película Camino— son una invención de la película. Según el propio Fesser, Camino está basada no solo en el caso de Alexia, sino también en otros varios casos reales. Al parecer, la circunstancia de los aplausos tras la muerte de la menor sí que se dio en otro caso real, distinto al de Alexia. Para Javier Fesser este hecho, "lejos de ser una caricatura", le pareció "un homenaje precioso y ejemplar a la fallecida".
Por su parte, María Victòria Molins, la religiosa teresiana que escribió la primera biografía sobre Alexia, que inspiró al director, acogió positivamente la película, elogiando varios aspectos de la misma y haciendo constar que es consciente de su carácter en buena medida ficticio. De hecho, tanto ella como Fesser reconocen mantener una relación amistosa desde el estreno de la película.
La oficina de información del Opus Dei comunicó que "esta ficción cinematográfica ofrece una visión distorsionada de la fe en Dios, de la vida cristiana y de la realidad del Opus Dei".